# Andrew Lambert

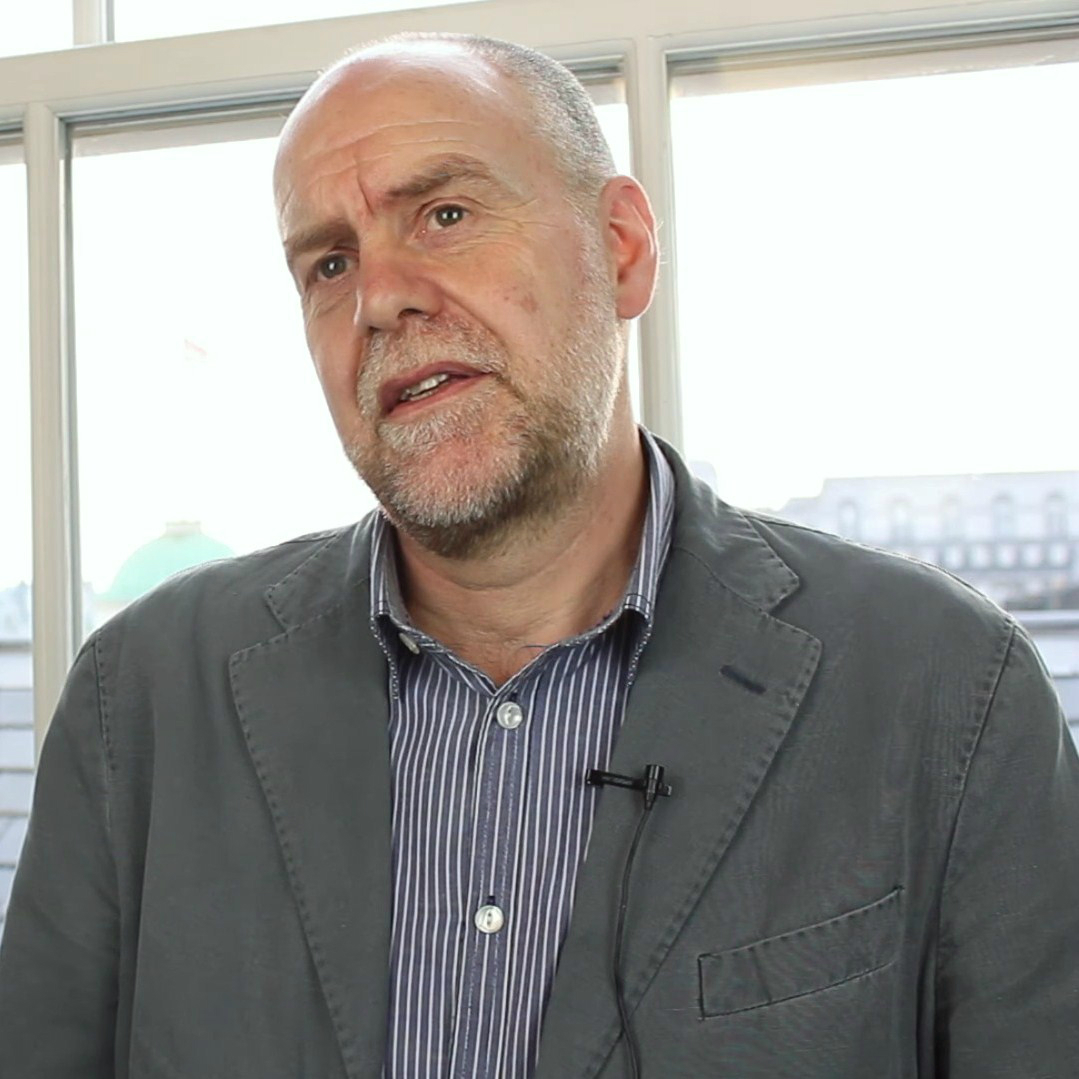
Andrew Lambert (2014)

Andrew David Lambert (* 31. Dezember 1956 in Norfolk) ist ein britischer Marinehistoriker. Er befasst sich insbesondere mit britischer Marinegeschichte des 19. Jahrhunderts.
Lambert lehrte an der Royal Military Academy in Sandhurst und seit 1991 am Department of War Studies des King’s College London. 1999 erhielt er dort den Lehrstuhl für Marinegeschichte und ist seit 2001 Laughton Professor of Naval History.
Er war 1996 bis 2005 Honorary Secretary der Navy Records Society und gab für diese 2002 die Briefe und Aufsätze von John Knox Laughton heraus, eines ihrer Gründer. Er schrieb auch dessen Biografie. Er ist Fellow der Royal Historical Society.
Von ihm stammen eine Nelsonbiographie sowie Bücher über den  Krimkrieg und den Britisch-Amerikanischen Krieg zur See, das erste hochseetaugliche Panzerschiff HMS Warrior und die Umstellung der Royal Navy auf Dampfschiffe.
Bei der BBC präsentierte er 2004 die Fernsehreihe War at Sea.

## Schriften
- Battleships in Transition: the creation of the Steam Battlefleet 1815–1960, Annapolis: Naval Institute Press 1984
- mit Denis Griffiths, Fred Walker: Brunel’s ships, London: Chatham Pub., National Maritime Museum 1999
- The Crimean War: British Grand Strategy: British Grand Strategy against Russia, 1853–1856, Manchester University Press 1990, 2. Auflage, Ashgate 2011
- The Last Sailing Battlefleet: Maintaining Naval Master 1815–1850, London: Conway Maritime Press 1991
- The Foundations of Naval History: John Knox Laughton, the Royal Navy and the Historical Profession, Chatham Publ. 1998
- War at Sea in the Age of Sail, New York: Collins, Washington D. C.: Smithsonian 2000 (Cassel´s History of Warfare)
- Nelson: Britannia’s God of War, Faber and Faber 2005
- Admirals, Faber and Faber 2009
- The gates of hell : Sir John Franklin’s tragic quest for the North West Passage, Yale University Press 2009
- Franklin: tragic hero of polar navigation, London, Faber and Faber 2009
- HMS Warrior 1860 : Victoria’s ironclad deterrent, Annapolis: Naval Institute Press 2010
- Herausgeber: Letters and papers of Professor Sir John Knox Laughton, 1830–1915, Navy Records Society, Ashgate, 2002
- Trincomalee : the last of Nelson’s frigate, Annapolis: Naval Institute Press 2002
- The challenge : America, Britain and the War of 1812, London: Faber and Faber 2012
- Herausgeber: Naval history 1850-present, 2 Bände, Ashgate 2007
- Herausgeber mit Robert Blyth, Jan Rüger: The Dreadnought and the Edwardian age, Ashgate 2011
- Seemacht und Geschichte – der Aufbau der Seemacht im kaiserlichen Deutschland, in: Jürgen Elvert, Sigurd Hess, Heinrich Walle (Herausgeber) Maritime Wirtschaft in Deutschland: Schiffahrt – Werften – Handel – Seemacht im 19. und 20. Jahrhundert, Historische Mitteilungen der Ranke-Gesellschaft, Stuttgart (ISSN 0936-5796): Franz Steiner 2012, S. 190–209